# Ernst Hövel
Ernst Hövel (* 19. August 1885 in Perleberg; † 16. September 1978 in Münster) war ein deutscher Archivar.

## Leben
Hövel studierte Germanistik, Geschichte und Kunstgeschichte an den Universitäten Tübingen, Berlin und Münster. Er war seit 1906 der katholischen Studentenverbindung AV Guestfalia Tübingen im CV. Im Juni 1914 ging er in den Archivdienst der Stadt Münster, wurde aber mit Beginn des Ersten Weltkriegs im August 1914 einberufen. Während eines Fronturlaubs wurde er 1916 promoviert. 1919 wurde er zum Stadthilfsarchivar (2. städtischer Archivar) ernannt. Er veröffentlichte zahlreiche kleinere Arbeiten in landesgeschichtlichen Zeitschriften, seine persönlichen Interessen galten insbesondere der Heraldik und der Genealogie. 
Hövel war Gegner der nationalsozialistischen Herrschaft, trat nicht in die NSDAP ein und wurde 1938 vom Archivdirektor Eduard Schulte bei der Gestapo denunziert, woraufhin er wegen politischer Unzuverlässigkeit aus dem städtischen Dienst entlassen wurde. Im Zweiten Weltkrieg wurde Ernst Hövel dann zur Luftwaffe einberufen und geriet im April 1945 in amerikanische Kriegsgefangenschaft.
Ende Oktober 1945 wurde Hövel zum Archivrat ernannt und ihm wurde die Leitung des damals ausgelagerten Stadtarchivs Münster übertragen. Bis 1953 konnte Hövel die Rückkehr der Archivalien nach Münster abschließen; er selbst wurde zum Archivdirektor ernannt. Er trat erst im März 1954 in den Ruhestand. 
Hövel starb in einem Altenheim in Münster und wurde auf dem Friedhof in Greven begraben.

## Veröffentlichungen
- Der Kampf der Geistlichkeit gegen das Theater in Deutschland im 17. Jahrhundert. Coppenrath, Münster 1912 (Münster, Univ., Diss., 1911) (Digitalisat).
- Wasserburgen des Münsterlandes. In: Westermanns Monatshefte (1924), Heft 876.
- Führer durch Münster in Westfalen. Westfälische Vereinsdruckerei, Münster 1926.
- Die Wiedertäufer: Katalog der Ausstellung des Landesmuseums der Provinz Westfalen in Münster i. W. in der Galenschen Kurie August–November 1935. Westfälische Vereinsdruckerei, Münster 1935.
- Hrsg.: Das Bürgerbuch der Stadt Münster 1538 bis 1660. Aschendorff, Münster 1936 (Veröffentlichungen der Historischen Kommission für Westfalen; 6, 8) (Quellen und Forschungen zur Geschichte der Stadt Münster; 8).
- Kreis Münster-Land. Heimatbund, Münster 1936 (Kunstführer des Westfälischen Heimatbundes; 6).
- Führer durch Alt-Münster. Aschendorff, Münster 1937.
- Quellen zur Personengeschichte Fürstlich Münsterscher Regimenter des 17. und 18. Jahrhunderts. In: Beiträge zur westfälischen Familienforschung. Bd. 1 (1938), Heft 1, S. 2–22.
- Judentaufen in den Ratsprotokollen des Stadtarchivs Münster im 17. und 18. Jahrhundert. In: Beiträge zur westfälischen Familienforschung. Bd. 1 (1938), Heft 1, S. 41–43.
- Münster. Regensberg, Münster 1947 (Kreis- und Stadt-Handbücher des Westfälischen Heimatbundes; 3).
- Hrsg.: Pax optima rerum: Beiträge zur Geschichte des Westfälischen Friedens 1648. Regensberg, Münster 1948.
- Der Friedenssaal. Münster 1948 (Das schöne Münster. Sonderheft).